# Transféminicide
Le transféminicide, transfémicide ou travesticide est défini comme le meurtre d'une femme trans ou d'une personne travestie en raison de son genre, manifestation finale et la plus visible d'une chaîne de violence structurelle qui répond à un système économique, politique, social et culturel basé sur la division binaire exclusive entre les genres,. La version espagnole du terme est largement utilisée en Amérique latine.
En général, les transféminicides sont perpétrés avec une grande violence et de la cruauté, en utilisant plus d’un mode opératoire, et en comportant fréquemment des violences sexuelles. Les victimes sont généralement torturées ou agressées pendant des heures avant leur mort.

## Utilisation du terme
En espagnol, le terme utilisé présente des variations dans les différents pays d'Amérique latine. En Argentine, le terme le plus utilisé est travesticidio (travesticide) pour les personnes travesties et transfemicidio ou femicidio trans (transfémicide ou féminicide trans) pour les femmes trans ; au Mexique, c'est plutôt transfeminicidio pour les femmes trans.
En Argentine, on utilise également le terme « travesticide social » pour évoquer la violence structurelle de stigmatisation, de pathologisation, d'exclusion et de violence y compris de la part de l'État que subissent les personnes avec des identités travesties et trans tout au long de leur vie, dont la dernière et plus grave manifestation est le travesticide.

## Histoire

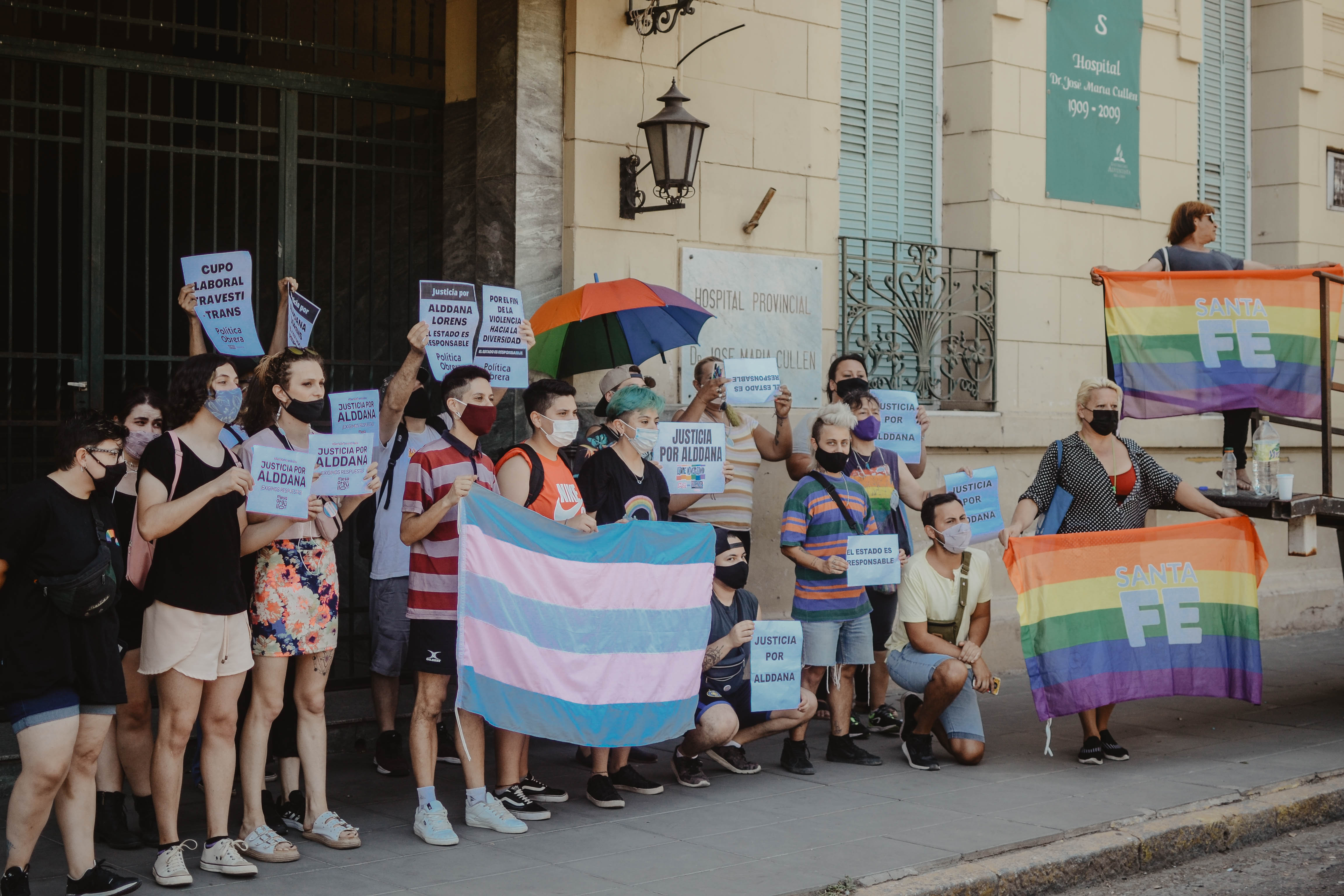
Mobilisation pour le travesticide d'Aldana Lorenz en 2022 à Santa Fe

### Avant la reconnaissance légale
En Argentine, le travesticide de Diana Sacayán en octobre 2015 a été le premier procès dans lequel la circonstance aggravante de haine envers l’expression et l’identité de genre a été prise en compte. Il s'agissait d'un antécédent direct de la décision rendue dans l'affaire Melody Barrera, à la différence que dans le procès de Sacayán, il n'a pas été possible de prouver que le crime était motivé par la transphobie en raison de la relation amoureuse qui existait entre l'agresseur et la victime.

### Première condamnation pour transféminicide
Le 7 mars 2022, la première peine de prison a été prononcée contre un homme pour transféminicide en Uruguay. La juge a statué que dans le féminicide de Fanny Aguilar, il y avait eu « mépris et indifférence à l'égard de la condition de la victime en tant que femme trans ».

### Première peine pour travesticide
Le 15 septembre 2022 en Argentine, la première condamnation a été prononcée dans le pays et en Amérique latine pour le travestiicide de Melody Barrera, tuée de cinq coups de feu le 29 août 2020 par Darío Chaves Rubio, policier au commissariat n° 34 du quartier Bancario de Godoy Cruz, Mendoza.

## Éléments communs des travesticides  et transféminicides
En Argentine, grâce à l'échange d'informations entre les organisations et à l'enquête bibliographique, certains éléments communs ont été établis :
- La plupart des victimes sont généralement des personnes à faible revenu dont la principale source de revenus est le travail du sexe.
- Les crimes documentés sont commis sur la voie publique.
- Les pratiques judiciaires et policières entravent le processus judiciaire.
- La gravité des crimes est souvent minimisée, la victime est blâmée, et la couverture journalistique est stéréotypée.

## Prévalence
Le rapport 2022 présenté par le Trans Murder Monitoring (TMM) montre le chiffre de 4 369 crimes contre les personnes trans et de genre non binaire signalés entre le 1er janvier 2008 et septembre 2022, dans 100 pays à travers le monde. Transgender Europe, dénombre 321 personnes trans assassinées entre janvier et septembre 2023, dont 94 % de femmes. 